# Al-Kharitiyath SC
Al-Kharitiyath Sports Club (ar. نادي الخريطيات) – katarski klub piłkarski, grający obecnie w pierwszej lidze katarskiej, mający siedzibę w mieście Al-Kharitiyath. Klub został założony w 1961 roku. Domowe mecze rozgrywa na stadionie Ahmed bin Ali Stadium.

## Zagraniczni reprezentanci kraju grający w klubie
- Djamel Belmadi
- Karim Benounes
- Muhammad Husajn
- Abdullah Baba Fatadi
- Sayed Mahmood Jalal
- Oumar Tchomogo
- Djair
- Yahia Kébé
- Sabri Lamouchi
- Kaba Diawara
- Alaa Abdul-Zahra
- Fareed Majeed
- Joseph-Désiré Job
- Souleymane Keïta
- Younes Menkari
- Dario Khan
- Ashraf Bait-Taysir
- Carlos Morais Caló
- Khaled Badra

## Skład
| Nr | Poz. | Piłkarz                  |
| -- | ---- | ------------------------ |
| 1  | BR   | Saeed Nasrullah          |
| 6  | OB   | Turki Aman               |
| 7  | OB   | Naif Al-Khater           |
| 8  | PO   | Haytham Fathi            |
| 9  | NA   | Yahia Kébé               |
| 11 | PO   | Abdullah Baiat           |
| 13 | OB   | Mosaab Mahmoud Al Hassan |
| 14 | PO   | Abdullah Darwish         |
| 15 | PO   | Mohammed Salam           |
| 16 | BR   | Khalifa Abubaker         |

| Nr | Poz. | Piłkarz                 |
| -- | ---- | ----------------------- |
| 17 | PO   | Abdul Al-Rahman         |
| 18 | OB   | Dario Khan              |
| 20 | OB   | Faisal Abdul Ghani      |
| 21 | OB   | Sulaiman Terar Al Naser |
| 23 | OB   | Jassim Sultan           |
| 24 | OB   | Nayef Al Enezi          |
| 29 | NA   | Fahad Al Shammari       |
| 30 | OB   | Shami Hassan            |
| 88 | OB   | Moamar Abdulrabb        |
| -  | PO   | Onyekachi Okonkwo       |